# Wydzierów
Wydzierów – część wsi Niezdrowice w Polsce, położona w województwie opolskim, w powiecie strzeleckim, w gminie Ujazd. Wchodzi w skład sołectwa Niezdrowice.
W latach 1975–1998 Wydzierów położony był w ówczesnym woj. opolskim.